# 飛騨高山大学
飛騨高山大学（ひだたかやまだいがく）は、岐阜県飛騨市古川町に2024年4月開校を予定していた四年制の私立大学。後に、Co-Innovation University（コーイノベーションユニバーシティ）に大学予定名を変更しており、2026年4月に開学予定を延期している。

## 概要
開校すると飛騨地方初の私立大学（４年制大学）となる。キャンパスは岐阜市、高山市、札幌市、福岡市などの11か所に設置予定。学長候補に、慶應義塾大学医学部教授の宮田裕章。高校を卒業した学生のみならず、社会人が学ぶ場も各地に提供をしていくことを考えており、多様な地域や取り組みの中で繋がり、互いに学びあいながら、新しい社会を拓く実践をともにする場を提供しようとしている。